# Березініан
В математиці і теоретичній фізиці, березініан або супердетермінант є узагальненням визначника на випадок суперматріц. Названий на честь Фелікса Березіна. Березініан грає роль, аналогічну визначнику, коли розглядаються зміни координат для інтеграції на супермноговиді. Березініан є аналогом якобіана в аналізі зі змінними, що антикомутують.

## Означення
Березініан однозначно означається двома визначальними властивостями:
- {\displaystyle \operatorname {Ber} (XY)=\operatorname {Ber} (X)\operatorname {Ber} (Y)}
- {\displaystyle \operatorname {Ber} (e^{X})=e^{\operatorname {str(X)} }}

де str(X) позначає суперслід від X. На відміну від класичного визначника, березініан визначений тільки для невироджених суперматриць.

## Властивості
- Березініан з X завжди є одиницею кільця R0.
- {\displaystyle \operatorname {Ber} (X)^{-1}=\operatorname {Ber} (X^{-1})}
- {\displaystyle \operatorname {Ber} (X^{T})=\operatorname {Ber} (X)} де {\displaystyle X^{T}} позначає супертранспозіцію X.
- {\displaystyle \operatorname {Ber} (X\oplus Y)=\operatorname {Ber} (X)\mathrm {Ber} (Y)}